# Rodrigo Ābols
Rodrigo Ābols, född 5 januari 1996 i Riga i Lettland, är en lettisk professionell ishockeyspelare som tillhör NHL-organisationen Philadelphia Flyers och spelar för deras farmarlag Lehigh Valley Phantoms i AHL. Han gjorde NHL-debut som 29-åring i en match mot Detroit Red Wings den 21 januari 2025.
Han har tidigare spelat för Springfield Thunderbirds i AHL, Greenville Swamp Rabbits i ECHL, Rögle och Örebro HK i SHL, BIK Karlskoga i Hockeyallsvenskan, Acadie-Bathurst Titan i QMJHL, Portland Winterhawks i WHL och Dinamo Riga i KHL.
Ābols draftades av Vancouver Canucks i sjunde rundan, som 184:e spelare totalt, i NHL-draften 2016. 2023 var han med och tog brons med Lettland i Ishockey-VM.

## Klubbar
- SK LSPA/Riga (2011/2012–2012/2013)
- HK Rīga (2013/2014–2014/2015)
- Dinamo Riga (2014/2015)
- Portland Winterhawks (2015/2016–2016/2017)
- Örebro HK (2017/2018–2018/2019)
- Florida Panthers (2019/2020–)
- Rögle BK (2023-)